# Келія Конкордія
Келія Конкордія (*Coelia Concordia, д/н —406) — остання весталка часів пізньої Римської імперії.

## Життєпис
Про родину її відомо замало. Була родичкою Квінта Аврелія Сіммаха. У 370-х роках стає старшою весталкою. Встановила статую на честь Веттія Агорія, хоча до того весталки такого не робили. Натомість удова Пагорія встановила на власній віллі статую Конкордії. У 380 році імператор Феодосій I видав едікт щодо заборони поганських культів, зокрема, культу Вести. У 389 році, після поразки узурпатора Євгена, імператор остаточно ліквідував культ Вести. У 391 році храм Вести було зачинено. У 394 році Конкордія остаточно відмовилася від посади старшої весталки. В подальшому перейшла у християнство. Померла у 406 році.